# Jan Kubice
Jan Kubice (ur. 3 października 1953) – czeski policjant i przedsiębiorca, w latach 1995–2007 dyrektor Urzędu ds. Zwalczania Przestępczości Zorganizowanej (ÚOOZ), od 2011 do 2013 minister spraw wewnętrznych.

## Życiorys
Przed aksamitną rewolucją pracował m.in. jako brygadzista w przedsiębiorstwie wodociągowym, a także jako szef zaopatrzenia na Politechnice Czeskiej w Pradze. W 1990 wstąpił do policji, w której pracował do 2008. W latach 1991–1992 kierował jednostką zajmującą się ochroną obiektów specjalnego przeznaczenia. W latach 1993–1994 był dyrektorem wydziału zajmującego się ochroną m.in. wyższych urzędników państwowych i dyplomatów, następnie do 1995 jednego z wydziałów policji kryminalnej. W 1995 stanął na czele ÚOOZ, nowo utworzonego w ramach policji Urzędu ds. Zwalczania Przestępczości Zorganizowanej. Funkcję tę pełnił do 2007. Rok później odszedł ze służby, został współwłaścicielem przedsiębiorstwa oferującego usługi doradcze w kwestiach bezpieczeństwa.
W kwietniu 2011 zastąpił Radka Johna na stanowisku ministra spraw wewnętrznych w rządzie Petra Nečasa. Stanowisko to zajmował do końca funkcjonowania tego gabinetu, tj. do lipca 2013.